# Cyriakusstift (Braunschweig)

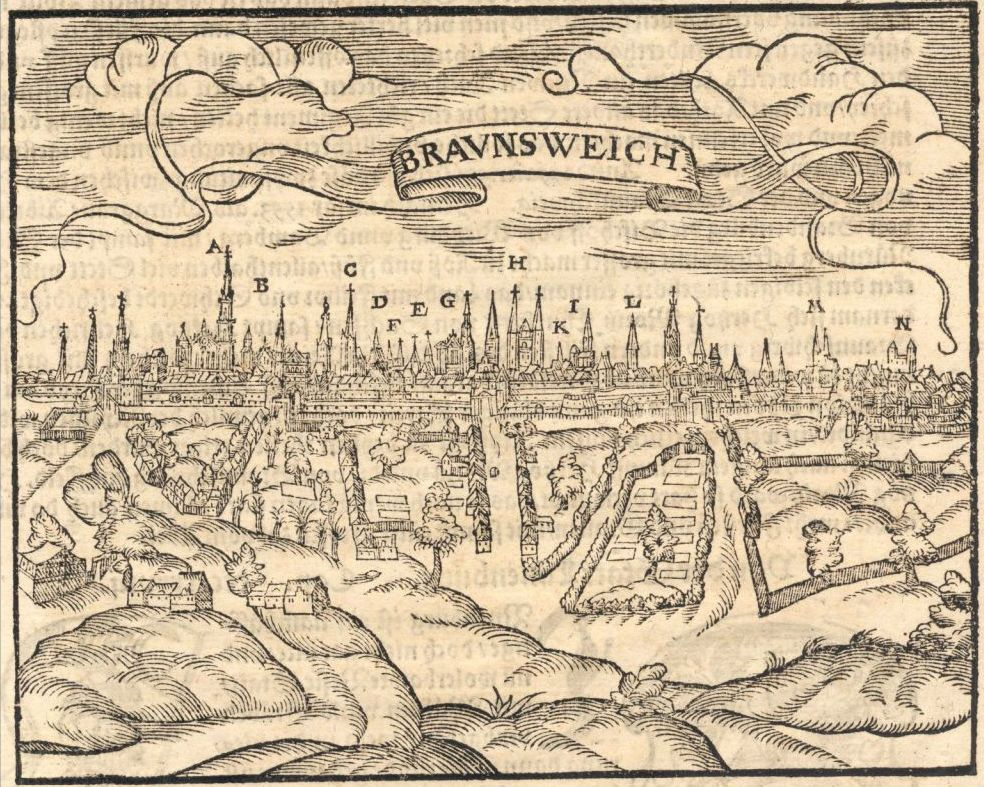
Braunschweig um 1550; rechts im Bild die Türme des Cyriakusstifts mit dem Buchstaben „N“ gekennzeichnet.

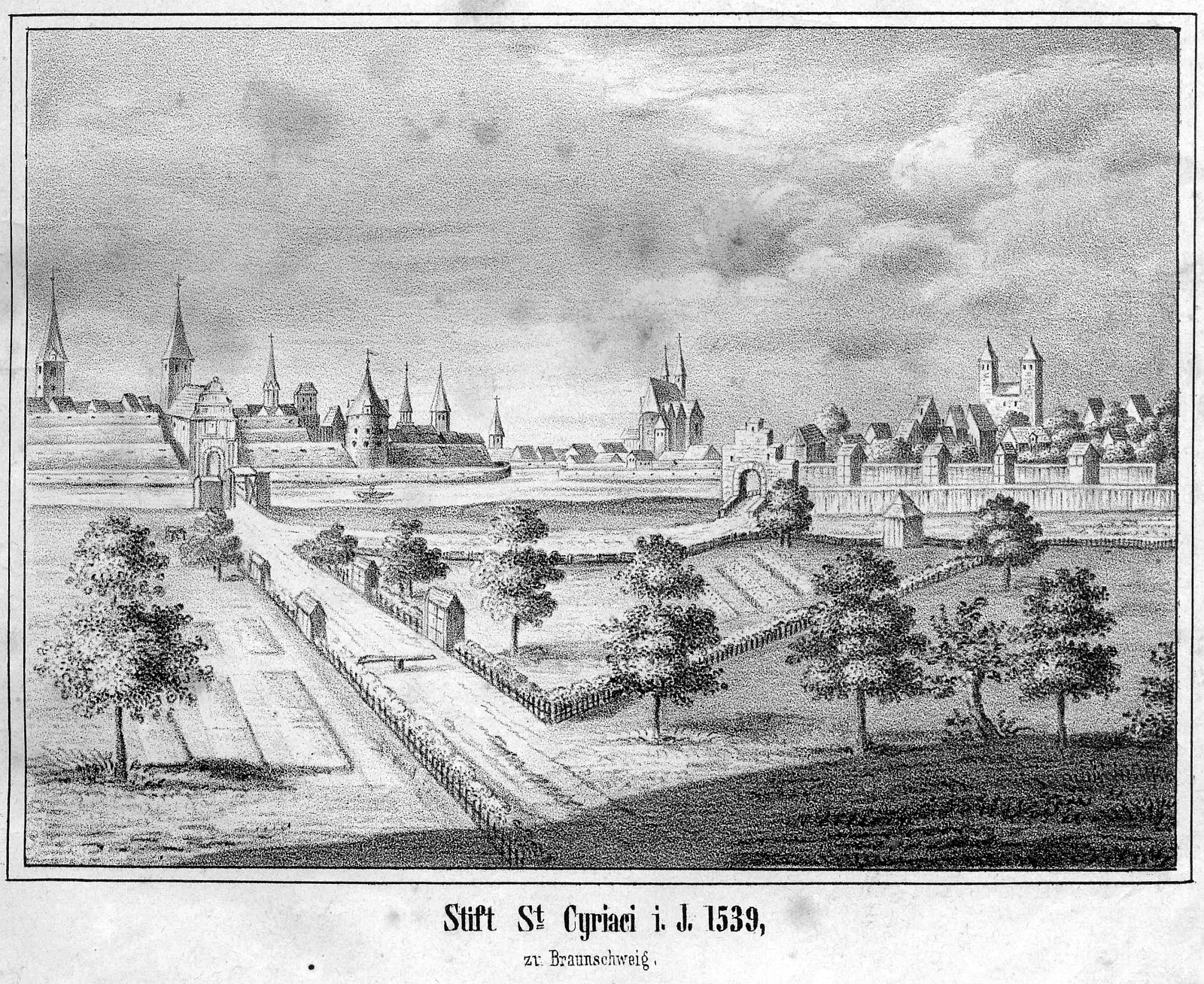
Das Stift (rechts im Bild) im Jahre 1539.

Das St. Cyriakusstift war ein im 11. Jahrhundert gegründetes Kollegiatstift, südlich der mittelalterlichen Stadtgrenze Braunschweigs.
Die Stiftsgebäude wurden 1545 abgebrochen.

## Geschichte
Das Stift wurde um 1060 von Graf Ekbert I. († 1068), aus der Familie der Brunonen, gestiftet und wohl zwischen 1068 und 1090 von seinem Sohn Ekbert II. (* 1059/1061; † 1090) errichtet. Das genaue Jahr seiner Fertigstellung ist unbekannt. Es ist möglich, dass die Kirche bereits vor 1079 durch Bischof Hezilo von Hildesheim (* 1020/1025; † 1079) geweiht wurde. Die Krypta war zur Familiengrabstätte der Brunonen bestimmt worden.  Ekbert II. wurde dort im Jahr 1090 beigesetzt.
| \| \|                                                                   |
| Lage des Cyriakusstifts auf einer Karte der Stadt Braunschweig um 1400. |
| Cyriakusstift · Braunschweig um 1400.                                   |

### Lage und Architektur
Die ausgedehnte Klosteranlage befand sich außerhalb der mittelalterlichen Stadtmauern Braunschweigs, vor dem Wilhelmitor und dem Bruchtor im Süden der Stadt, auf dem Gelände des im 19. Jahrhundert errichteten Alten Bahnhofs, heute Sitz der Braunschweigischen Landessparkasse.
Die Stiftskirche wurde zu Ehren der heiligen Märtyrer Cyriakus und Quirinus und des heiligen Kreuzes geweiht und war vermutlich eine romanische Basilika mit zwei Türmen auf viereckiger Basis. Neben der Kirche befanden sich der Kreuzgang, Refektorium, anfangs das Dormitorium und die Stiftsschule. Im 14. Jahrhundert wurde eine Marienkapelle gestiftet, neben der im 15. Jahrhundert die Stiftsbibliothek errichtet wurde. Im Umkreis der klösterlichen Kernanlage sollen sich ein Krankenhaus, das Schlafhaus der Stiftsschüler, ausgedehnte Wirtschaftsgebäude und später auch die Wohnhäuser der Stiftsherren befunden haben.

### Stiftskonvent
Das Patronat über das Stift ging nach dem Aussterben der Brunonen über Kaiser Lothar III. auf die Welfen über. Der Patronatsherr ernannte die zwölf Kanoniker, die im Mittelalter das Kapitel des Stifts bildeten und den Propst, der Verwalter des Stiftsvermögens. Das Kapitel seinerseits ernannte den Rektor der Stiftsschule, den Vizedominus, der die Stiftseinnahmen eintrieb und den Dechanten. Der Dechant war der geistliche Vorstand des Stifts und hatte, gemeinsam mit dem Kapitel, die polizeiliche Gewalt und weltliche Gerichtsbarkeit über die Mitglieder des Stifts und der Angehörigen des weitläufigen Güterbesitzes.

### Güterbesitz
Einen ersten ausführlichen Nachweis über den Grundbesitz des Stifts gibt ein Güterinventar aus der Zeit 1195 bis 1227. Durch Pfalzgraf Heinrich V. (* 1173/1174; † 1227), werden darin dem Stift Besitzungen in 34 Ortschaften bestätigt, die meist östlich der Oker im Derlingau lagen, dem Stammgebiet der Brunonen. Die größten Besitzungen befanden sich in Büddenstedt bei Helmstedt, Apelnstedt, heute ein Ortsteil der Gemeinde Sickte, und Eisenbüttel, eine Ortschaft, die im 19. Jahrhundert in der Kernstadt Braunschweigs aufgegangen ist.
Im 13. Jahrhundert wurde der Landbesitz durch Erwerb von Gütern westlich der Oker wesentlich ausgedehnt, darunter Orte der heutigen Gemeinde Vechelde, wie Sonnenberg und Vallstedt, sowie eine Saline, wahrscheinlich bei Salzhemmendorf im heutigen Landkreis Hameln-Pyrmont.
Die Einkünfte des Stifts begründeten umfangreiche Finanzaktivitäten des Stifts. So betätigte sich das Cyriakusstift als Darlehensgeber für den Rat der Stadt Braunschweig sowie den Herzögen, wie 1480 Wilhelm I., und adeligen Familien, wie 1478 denen von Veltheim.
Laut einem Güterinventar aus dem Jahre 1542 war der Güterbesitz bereits vor der Reformation deutlich zurückgegangen und die zuvor glänzenden Vermögensverhältnisse des Stifts hatten sich derartig verschlechtert, dass es erhebliche Schulden angehäuft hatte.

### Reformation und Zerstörung
Nachdem im Jahr 1528 der Rat der Stadt Braunschweig beschlossen hatte, die Reformation in der Stadt durchzuführen, trat auch das Stiftskapitel 1542 zur Reformation über, noch vor dem Herzogtum Braunschweig-Wolfenbüttel (1568).
Um sich in einem militärischen Konflikt mit Herzog Heinrich II. vor einer drohenden Belagerung zu schützen, entschied der Rat, die Befestigungsanlagen der Stadt zu verstärken und dazu die Stiftsgebäude niederzureißen. Im Jahr 1545 wurde die gesamte Anlage des St. Cyriakusstifts abgebrochen. Die Grabstätte Ekberts II. wurde in das Braunschweiger Stadtgebiet, in die Krypta der Stiftskirche St. Blasius überführt.
Auch der Stiftskonvent wich in das St. Blasiusstift aus, wo ihm die Johanniskapelle zur Verfügung gestellt wurde. Als Körperschaft bestand das St. Cyriakusstift bis zur Säkularisation zu Beginn des 19. Jahrhunderts. Zeitweise standen beiden Braunschweiger Stiften ein gemeinsamer Propst vor, so Herzog Ernst Ferdinand (* 1682; † 1746) und zuvor dessen Bruder Ferdinand Christian (* 1682; † 1706). Zu den letzten bekannten Kanonikern zählten der Museumsdirektor und Braunschweiger Hofrat Ferdinand Emperius (* 1759; † 1822) sowie der Schriftsteller und Verleger Joachim Heinrich Campe (* 1746; † 1818), der auch 1805 zum Dechant des Stifts ernannt wurde.
Von den liturgischen Geräten des Klosters sind einige Reliquienbehältnisse erhalten, darunter eine geschnitzte, mit Silberblech überzogene Statue des heiligen Cyriakus. Mit weiteren Statuen, Monstranzen und Armreliquiare gelangte die Cyriakusstatue, wohl zur Zeit der Zerstörung des Stiftes, in den Reliquienschatz des Braunschweiger Doms und bildet einen Teil des sogenannten Welfenschatzes.
Von den Gebäuden der Anlage sind keinerlei Baureste vorhanden. Zeitgenössische Abbildungen der Stiftskirche sind rar. Lediglich zwei Holzschnitte aus der Mitte des 16. Jahrhunderts zeigen Ansichten der Stadt Braunschweig, mit den Türmen von St. Cyriakus.
Zu der 1973 in Braunschweig an anderer Stelle errichteten katholischen Kirche St. Cyriakus besteht außer der Übernahme des Patroziniums keine historische Verbindung.